# Lovis (Schiff)
Das Segelschiff Lovis ist ein ehemaliges Dampfschiff mit dem Namen Malmö und wurde nach dem Vorbild des nahezu baugleichen Frachtloggers Wilhelm Lühring in den Jahren 1998–2000 als Gaffelketsch neu aufgebaut. Ihr Fahrtgebiet sind die Nord- und Ostsee.
Der Heimathafen der Lovis ist Greifswald.
Im Juli 2013 lag die Lovis im Greifswalder Museumshafen fest, da die Fahrterlaubnis am 30. Juni wegen Fehlens des umstrittenen Sicherheitszeugnisses für Traditionsschiffe abgelaufen war. Seit dem 25. Juli 2013 liegt wieder eine Betriebserlaubnis der Dienststelle Schiffssicherheit der BG Verkehr vor. Die ehrenamtliche Crew engagierte sich stark gegen die vom Verkehrsministerium für 2018 geplante neue Schiffssicherheitsverordnung für Traditionsschiffe, die den Betrieb der Lovis und einer Reihe weiterer Traditionssegler in der bisherigen Form untersagen würde.
Am 16. August 2015 kollidierte die Lovis mit der historischen Klappbrücke in Greifswald-Wieck. An der Brücke entstand ein Sachschaden in Höhe von rund 5.000 Euro, auf der Lovis brachen beide Masten.

## Schiff und Ausrüstung
- Eigner: B.Ö.E e.V (Bildung, Ökologie, Erleben) (2000);
- Baumaterial: Stahl
- Deck: Stahl
- Kojen: 33
- Mast und Stenge: 27,80 Meter Gesamthöhe, Douglasie
- Segel: 1 Großsegel mit drei Reffreihen, 1 Großtopsegel, 1 Besan mit 2 Reffreihen, 1 Besantopsegel

Die Lovis schematisch

- Vorsegel: 1 Focksegel, 2 Klüver: 1 Flieger
- Hilfsdiesel: 12 kW Dieselgenerator 230/400 V, Fischer Panda
- Dieseltank: 2000 l
- Trinkwasser: 2000 l
- Navigation: 1 Furuno GPS, Furuno Radar, Echolot
- Kommunikation: UKW-Funk, Inmarsat-C (GMDSS), Wetterfax, NAVTEX